# Российский православный университет
Росси́йский правосла́вный университе́т свято́го Иоа́нна Богосло́ва — российский частный университет, высшее учебное заведение Русской православной церкви. Основан в 1992 году.
Университет имеет несколько учебных корпусов: Корпус «Крапивенский 4» (Крапивенский переулок, д. 4), Корпус «Якиманка» (ул. Большая Якиманка, д. 38), Гуманитарный корпус в переулке Чернышевского (переулок Чернышевского, д. 11а). Университет имеет лицензию и государственную аккредитацию.

## История
Образован в 1992 году по благословению Патриарха Московского и всея Руси Алексия II под названием Российский православный университет имени Иоанна Богослова, на базе православных бухгалтерских курсов, существовавших с 1991 года в помещениях возрождающегося Высоко-Петровского монастыря. Идея основания православного университета, по словам протоиерея Льва Шихлярова, принадлежала митрополиту Смоленскому и Калининградскому Кириллу (Гундяеву): «он эту идею официально высказал, потом её реализацию поручили отцу Иоанну (Экономцеву) и группе людей, которые составили Попечительский совет университета. Была определена задача воспитать нравственную элиту, молодых граждан страны, которые, с одной стороны, будут православно образованы, а с другой — будут работать в самых разных сферах жизни; поэтому и появились факультеты: экономический, юридический, экологический, филологический, исторический, журналистский, позже психологический. Конечно, базовыми были религиозно-философский и библейско-патрологический факультеты. <…> Это было воспитание молодёжи для связи Церкви и общества, а не специалистов для внутрицерковных структур, в отличие, скажем, от Свято-Тихоновского университета, у которого совсем другое направление». Учёба изначально проходила в стенах Высоко-Петровского монастыря, и лишь впоследствии удалось получить отдельное здание в районе Царицыно.
Во многом благодаря усилиям первого декана диакона Андрея Кураева сложилась стройная система образования на философско-богословском факультете. Начало развитию философской, религиоведческой и теологической специализации здесь положили: иеромонах Иларион (Алфеев), Николай Фёдоров, Алексей Дунаев, Виктор Тростников. В течение многих лет авторские курсы по богословско-философским дисциплинам в вузе читали епископ Моравичский Антоний (Пантелич), профессор МГИМО Андрей Зубов, протоиерей Лев Шихляров.
В 1999 года университет получил государственную аккредитацию. С этого момента образование, полученное в стенах РПУ, официально приравнено к высшему образованию, которое удостоверяется дипломом государственного образца.
Указом ректора архимандрита Иоанна (Экономцева) с 1 октября 2008 года на всех факультетах учебного заведения была введена форма вечернего обучения.
После ухода игумена Иоанна (Экономцева) начался процесс продления лицензии на право ведения образовательной деятельности и получения государственной аккредитации, в ходе которого РПУ потерял право называться «Российским»: «С 21 мая по 1 июня эксперты в сфере высшего образования сделали оценку ситуации в вузе, провели проверку всех его структур. Весь июнь был посвящен возобновлению образовательной деятельности в институте. За это время были решены вопросы повторного получения лицензии на образовательную деятельность, переоформления свидетельства об аккредитации, проведены выпускные и переводные экзамены, завершен учебный год». С 2010 года новое наименование высшего учебного заведения — Православный институт святого Иоанна Богослова.

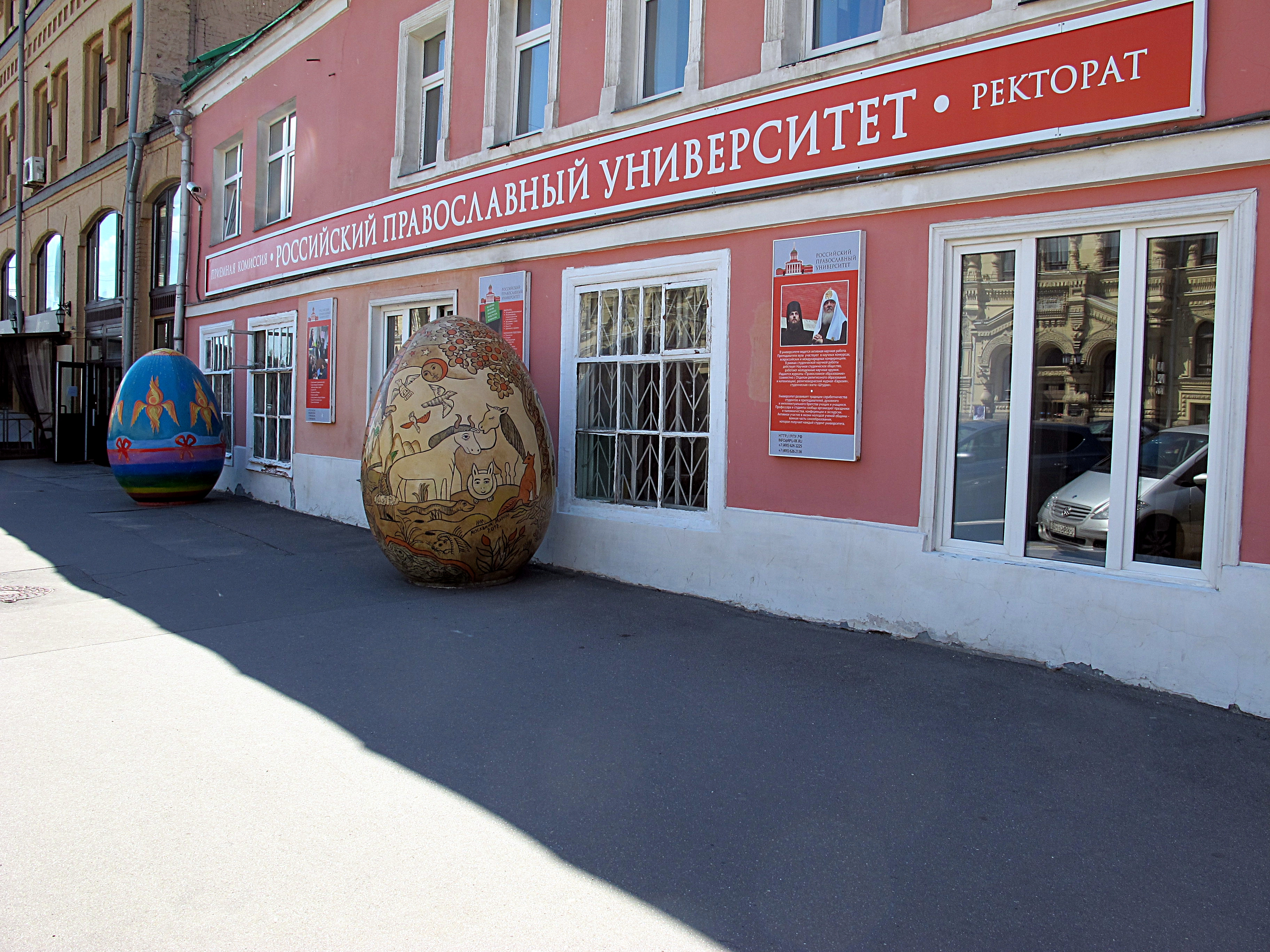
Помещения на Новой Площади. 2013 год.

В январе 2011 года указом Патриарха Московского и всея Руси Кирилла (Указ № 1 от 2011 года) учреждается Российский православный университет — учреждение высшего профессионального религиозного образования Русской Православной Церкви, после регистрации юридического лица, получившего лицензию на реализацию программ подготовки религиозного персонала
Согласно новой концепции развития вуза, АНО ВПО «Православный институт святого Иоанна Богослова» стал учреждением Российского православного университета. Ректором новообразованного университета назначен игумен Петр (Еремеев), который объяснил такое сосуществование двух вузов тем, что Православный институт святого Иоанна Богослова являлся светским учебным заведением, который согласно своей аккредитации, не мог вести подготовку миссионеров, социальных работников, катехизаторов, церковных специалистов по работе с молодёжью и пр. «Данное обстоятельство и определило необходимость создания такого религиозного образовательного учреждения, которое бы, используя накопленный большой потенциал Православного института, позволило готовить специалистов для церковного служения», «Существование религиозного и светского высших учебных заведений в ближайшей перспективе позволит выдавать нашим выпускникам два диплома. Один — диплом государственного образца по светской специальности — магистра или бакалавра. А второй — церковный — в зависимости от выбранной специализации церковного служения для тех из выпускников, кто желает трудиться в церковной ограде».
В 2016 году «Православный институт святого Иоанна Богослова» переименован в «Московский православный институт святого Иоанна Богослова» (МПИ). 13 июля 2016 года была выдана новая лицензия. В декабре 2018 года университет официально вернул прежнее наименование — Российский православный университет святого Иоанна Богослова.
В марте 2023 года ректор РПУ Александр Щипков заявил, что «переход от болонской системы к отечественной будет постепенным, но пока сохраняется бакалавриат, мы дадим студентам, которые учатся по этой четырёхлетней программе, максимум знаний, приближенных к специалитету».
В 2020 году определением патриарха Кирилла Российскому православному университету было передано здание бывшего Константинопольского подворья по адресу Крапивенский переулок, дом 4. 13 марта 2024 года протоиерей Михаил Дудко совершил освящение здания, ставшего главный корпусом РПУ и кампусом богословского факультета.

## Деятельность

### Образовательная
Университет осуществляет образовательную, научно-исследовательскую, воспитательную, культурно-просветительную и иную деятельность в сфере подготовки научно-педагогических кадров в аспирантуре, высшего, дополнительного профессионального образования по широкому спектру различных областей знаний. Миссия университета заключается в формировании устойчивого и социально активного слоя общества, состоящего из людей, обладающих высоким уровнем духовной, светской, деловой культуры и этики.
В соответствии с лицензией на осуществление образовательной деятельности в Университете реализуются направления подготовки по программе бакалавриата: психология, социальная работа, юриспруденция, журналистика, религиоведение, теология; по программе магистратуры: психология, юриспруденция, история, религиоведение, теология.
Помимо программ высшего образования РПУ ведёт подготовку слушателей по программам дополнительного профессионального образования, а также дополнительного образования детей и взрослых.

### Издательская
Университетом издаются научные журналы «Евразия: духовные традиции народов», «Историческое образование», «Метапарадигма» и «Православное образование».

## Ректоры
- архимандрит Иоанн (Экономцев) (1992—2010)
- игумен Петр (Еремеев) (май 2010 — 21 октября 2021)
- митрополит Павел (Пономарёв) (21 октября 2021 — 11 января 2023)
- Александр Щипков (с 11 января 2023 года)

## Оценки
Религиовед и историк философии К. М. Антонов наряду с Московской духовной академией отнёс РПУ святого апостола Иоанна Богослова к числу «ведущих церковных вузов».